# Claudia Dathe
Claudia Dathe (* 1971 bei Leipzig) ist eine deutsche Übersetzerin. Sie überträgt Gegenwartsliteratur der Ukraine, sowohl aus dem Ukrainischen als auch aus dem Russischen. Dathe lebt in Jena.

## Werdegang
Claudia Dathe studierte am Institut für Angewandte Linguistik und Translatologie (IALT) der Universität Leipzig, Auslandssemester führten sie nach Pjatigorsk und nach Krakau, wo sie ihre Kenntnisse des Russischen und des Polnischen vertiefte. Anschließend absolvierte sie ein Fernstudium der Betriebswirtschaftslehre mit dem Schwerpunkt Internationales Management an der AKAD-Fachhochschule. Von 1997 bis 2004 war sie als Lektorin für den Deutschen Akademischen Austauschdienst (DAAD) tätig, zuerst in Kasachstan, ab 2000 gemeinsam mit ihrem Partner Uwe Dathe in der Ukraine.
In Kiew lehrte sie an der dortigen Technischen Universität Übersetzen. Zu Beginn arbeitete sie in ihren Lehrveranstaltungen ausschließlich mit dem Sprachenpaar Russisch-Deutsch. Ab dem zweiten Jahr ihres Aufenthalts nahm Dathe, angeregt durch einen vom Goethe-Institut organisierten Workshop zur Dramen-Übersetzung, Privatunterricht in Ukrainisch. Durch den Übersetzer Mark Bjelorussez fand sie Zugang zur Dissidenten- und Literaturszene. Dort wurde laut Dathe eine unideologische Zweisprachigkeit gepflegt, die an die Mehrsprachigkeit der Region im frühen 20. Jahrhundert erinnerte. In Kiew begann sie mit eigenen literarischen Übersetzungen.
Seit ihrer Rückkehr nach Deutschland arbeitete sie kontinuierlich als Übersetzerin für Ukrainisch und Russisch. Auch Seminare für deutsche und ukrainische Übersetzende betreute sie. Beschäftigt war Dathe zudem am Slavischen Seminar der Universität Tübingen – ab 2009 koordinierte sie dort Projekte wie Europäische Kulturvermittler in Krisenzeiten, und sie war Künstlerische Leiterin des Festivals Übersetzungswürfel. Sechs Seiten europäischer Literatur und Übersetzung. Von 2016 bis 2021 leitete sie die Kulturberatungsstelle der Bürgerstiftung Jena. In deren Rahmen führte sie 2017 die 3. Deutsch-Ukrainische Übersetzerwerkstatt durch und brachte den Schriftsteller Ostap Slawynskyj mit seiner Lyrik nach Jena.
2010 und 2012 war Dathe Teilnehmerin am Poesiefestival Meridian Czernowitz. Angesichts ihrer literarischen Übersetzungsarbeit wurde 2021 in der NZZ ihr „rhythmisches Gespür“ hervorgehoben. „Exzellent übersetzt“ sei das mit dem Internationalen Literaturpreis ausgezeichnete Buch von Jewhenija Belorussez, hatte die Jury 2020 geurteilt. Auch die Schriftstellerin und Kritikerin Ilma Rakusa befand in der Neuen Zürcher Zeitung, dass Dathe Belorussez „prägnant ins Deutsche übertragen“ habe. Ulrike Almut Sandig arbeitet bei Nachdichtungen ukrainischer Lyrik mit Dathe zusammen: Sie fertige ihr Interlinearversionen an und stehe „für Rückfragen, etwa über Tonhöhe und genaue Wortbedeutung, zur Verfügung“.
2014 gab Claudia Dathe gemeinsam mit Andreas Rostek den Sammelband Majdan! Ukraine, Europa heraus. Versammelt waren Stimmen von Schriftstellern und Intellektuellen aus der Ukraine, ergänzt durch Beiträge von u. a. Martin Pollack, Konrad Schuller, Timothy Snyder oder Timothy Garton Ash. In diesem Jahr berichtete sie auch vom Book Forum Lviv.
Nach dem russischen Überfall auf die Ukraine 2022 übernahm sie die Koordination der Initiative #artistsinshelter. Auf der Pop-Up-Buchmesse in Leipzig 2022 war Dathe Teilnehmerin einer Gesprächsrunde, in welcher – der auch in der Kulturszene aufgeladenen Stimmung entgegenhaltend – von den „drei slawischen Schwestern“ Russisch, Ukrainisch und Belarussisch die Rede war. „Die ukrainische Nation verteidigt sich, egal ob ukrainisch- oder russischsprachig“, wurde die Diskutantin im Tagesspiegel zitiert. Während ihrer eigenen Zeit in der Ukraine habe sie dort eine „unaufgeregte Mehrsprachigkeit“ kennengelernt, bekräftigte die Landeskundige in einem Beitrag des Bayerischen Rundfunks. Mehrfach appellierte sie daran, der Westen möge sich „der Kultur und der Gesellschaft der Ukraine künftig ausdauernder als bisher zuwenden“. Neben der Literatur wies sie in diesem Rahmen auch auf Musik von Mariana Sadowska hin, auf die Kunstwerke von Nikita Kadan und auf Performances von Rozdilovi.
Aus Anlass der Verleihung des Wilhelm-Merton-Preises für Europäische Übersetzungen wurde Claudia Dathe in der F. A. Z. als „unverzichtbare Vermittlerin der ukrainischen Stimmen in diesem Krieg“ bezeichnet, ihr Übersetzen wurde charakterisiert als „melodiös, mitreißend, genau“.
Für zwei Bücher – Antenne von Serhij Schadan und Märchen aus meinem Luftschutzkeller von Oleksij Tschupa – wurde ihr in Kiew am Welttag des Buches 2021 der Drahomán-Preis verliehen. Claudia Dathe ist die erste Trägerin dieser Auszeichnung. Der Wilhelm-Merton-Preis für Europäische Übersetzungen wurde ihr im Folgejahr in Deutschland zugesprochen. Neben Belletristik übersetzte Dathe auch Zeitdokumente wie die Berichte aus dem Donbas (2020) von Stanislaw Assjejew oder das Hafttagebuch von Oleh Senzow (2021).
Dathe koordiniert das Forschungsverbundprojekt European Times an der Kulturwissenschaftlichen Fakultät der Europa-Universität Viadrina in Frankfurt an der Oder.

## Übersetzungen

### Agrafka
(= Romana Romanyschyn und Andrij Lessiw)
- Sehen. Gerstenberg, Hildesheim 2021, ISBN 978-3-8369-6050-2.
- Hören. Gerstenberg, Hildesheim 2021, ISBN 978-3-8369-6051-9.
- Als der Krieg nach Rondo kam. Gerstenberg, Hildesheim 2022, ISBN 978-3-8369-6203-2.
- Hierhin, dahin. Immer in Bewegung. Gerstenberg, Hildesheim 2023, ISBN 978-3-8369-6189-9.

### Yevgenia Belorusets
- Glückliche Fälle. Matthes & Seitz, Berlin 2019, ISBN 978-3-95757-776-4.
- Über das moderne Leben der Tiere. Matthes & Seitz, Berlin 2024, ISBN 978-3-7518-0967-2.

### Markijan Kamysch
- Die Zone oder Tschernobyls Söhne. Matthes & Seitz, Berlin 2022, ISBN 978-3-7518-0801-9.

### Marianna Kijanowska
- Babyn Jar. Stimmen. Suhrkamp, Berlin 2024, ISBN 978-3-518-43176-4.

### Andrij Kurkow
- Die Kugel auf dem Weg zum Helden. Haymon, Innsbruck 2015.
- Die Welt des Herrn Bickford. Haymon, Innsbruck 2017.
- Kartografie der Freiheit. Haymon, Innsbruck 2018.

### Tanja Maljartschuk
- Neunprozentiger Haushaltsessig. Residenz, St. Pölten 2009.
- Von Hasen und anderen Europäern. edition.fotoTapeta, Berlin 2014.

### Marija Matios
- Darina, die Süße. Roman. Haymon, Innsbruck 2013.

### Oleg Senzow
- Haft. Notizen und Geschichten. Voland & Quist, Berlin 2021.

### Haska Schyjan
- Hinter dem Rücken. Edition.fotoTapeta, Berlin 2023.

### Serhij Zhadan
- Geschichte der Kultur zu Anfang des Jahrhunderts. Gedichte. Suhrkamp, Frankfurt am Main 2006, ISBN 978-3-518-12455-0.
- Anarchy in the UKR. Suhrkamp, Frankfurt am Main 2007, ISBN 978-3-518-12522-9.
- Die Selbstmordrate bei Clowns. edition.fotoTapeta, Berlin / Warschau 2009.
- Big Mäc. Suhrkamp, Frankfurt am Main 2011, ISBN 978-3-518-12630-1.
- Mesopotamien (gemeinsam mit Sabine Stöhr und Juri Durkot). Suhrkamp, Frankfurt am Main 2015, ISBN 978-3-518-46778-7.
- Warum ich nicht im Netz bin. Suhrkamp, Frankfurt am Main 2016, ISBN 978-3-518-07287-5.
- Antenne. Gedichte. Suhrkamp, Frankfurt am Main 2020, ISBN 978-3-518-12752-0.
- Chronik des eigenen Atems. 50 + 1 Gedicht. Suhrkamp, Berlin 2024, ISBN 978-3-518-12840-4.

### Sofia Yablonska
- Der Charme von Marokko. Kupido, Köln 2020.
- China, das Land von Reis und Opium. Kupido, Köln 2022.

## Weitere Veröffentlichungen (Auswahl)
- Kulturelle Faktoren im ukrainischen Transformationsprozess (gemeinsam mit Uwe Dathe), in: Die Interaktion der ökonomischen Kulturen und Institutionen im erweiterten Europa. LIT-Verlag, Hamburg, 2006, S. 153–169.
- Der russisch-ukrainische Sprachkontakt im 20. Jahrhundert: Probleme der Übersetzung ukrainischer Literatur ins Deutsche, in: Christine Engel und Birgit Menzel (Hrsg.): Kultur und/als Übersetzung. Russisch-deutsche Beziehungen im 20. und 21. Jahrhundert. Frank & Timme, Berlin, 2011, S. 299–318.
- Bedeutung und Bedeutsamkeit von Übersetzung, in: Zwischentexte. Literarisches Übersetzen in Theorie und Praxis (gemeinsam mit Renata Makarska und Schamma Schahadat). Frank & Timme, Berlin, 2013, S. 7–15.
- Zwischentexte. Literarisches Übersetzen in Theorie und Praxis (gemeinsam mit Renata Makarska und Schamma Schahadat). Frank & Timme, Berlin, 2013.
- Das deutsch-ukrainische literarische Feld: Akteure und Asymmetrien, in: Zwischentexte. Literarisches Übersetzen in Theorie und Praxis (gemeinsam mit Renata Makarska und Schamma Schahadat). Frank & Timme, Berlin, 2013, S. 255–286.
- Deutschsprachiger Raum, in: Schamma Schahadat und Štěpán Zbytovský (Hrsg.): Übersetzungslandschaften. Themen und Akteure der Literaturübersetzung in Ost- und Mitteleuropa. transcript, Bielefeld, 2016 (= Interkulturalität. Studien zu Sprache, Literatur und Gesellschaft).
- Haska Shyyan: „Nein“ bedeutet nicht „vielleicht doch“, in: Kateryna Stetsevych und Kateryna Mishchenko (Hrsg.): Metamorphosen. #MeToo und Feminismus in Ost und West. Aus dem Ukrainischen von Claudia Dathe. Bundeszentrale für Politische Bildung, Berlin, 2020, S. 75–95.

## Auszeichnungen
- 2020: Internationaler Literaturpreis, gemeinsam mit Jewhenija Bjelorussez[22]
- 2021: Drahomán-Preis[23]
- 2022: Wilhelm-Merton-Preis für Europäische Übersetzungen[24]
- 2022: Verdienstkreuz am Bande der Bundesrepublik Deutschland[25]
- 2024: Sonderpreis der deutschen Literaturhäuser (erstmals vergeben) für Dathes Übersetzungen aus dem Ukrainischen und die Vermittlung ukrainischer Kultur im deutschen Sprachraum[26]